# Lavaş
Il lavaş  (pronunciato lavash) è un formaggio turco a pasta semidura prodotto con latte intero di pecora e di capra, prodotto nell'anatolia sudorientale e nella provincia di Hatay. Viene consumato come farcitura nelle crepes o nel gözleme, e anche nei piatti per la colazione e come meze. Il suo gusto è abbastanza vicino a quello di un formaggio occidentale.

## Origine del nome
Riguardo all'origine del nome, ci sono due ipotesi:
- Esso potrebbe essere stato dato dai francesi che occuparono la regione nella prima guerra mondiale, in quanto "la vache" significa mucca in francese.[senza fonte]
- Potrebbe provenire dal pane Lavash.[senza fonte]

## Lavaş di Antakya
È un formaggio molto poco salato a base di latte intero di capra e mucca prodotto nella regione di Antakya. È un prodotto gastronomico completo.

## Lavaş di Diyarbakir
È un formaggio preparato con latte munto in primavera. Il formaggio Lavaş, che prende il nome dalla sua forma, è poco salato.